# Европейски индекс за езикова оценка
Европейският индекс за езикова оценка е скала за оценка на напредъка на учениците на европейски чужд език. Индексът е разработен с цел да се създаде единен стандарт за оценка на контрола на всички европейски езици, като по този начин да се подобри комуникацията и сътрудничеството между хората в цяла Европа.
Използването на шестте степени е преобладаващо в повечето образователни институции, въпреки че някои от тях, като Гьоте Институт и Института Сервантес, им дават други имена.

## Шест степени
| ниво | описание |
| A1   | Студентът може да разбере и използва познати ежедневни изрази и основни изречения, които помагат да се отговори на конкретни нужди. Тя може да се представи и на други, както и да задава и отговаря на въпроси, свързани с лични данни, като местоживеене или познати. Студентът може да комуникира в обикновени разговори, докато неговият събеседник говори бавно и ясно и е готов да помогне, ако е необходимо.                         |
| A2   | Студентът е в състояние да разбира общи изречения и фрази, свързани с области като пазаруване, ориентация и заетост. Той е в състояние да комуникира в рутинни разговори, които се състоят от прост обмен на информация по познати теми. Той може да опише просто и в общи линии подробности за себе си и онова, което го заобикаля. |
| B1   | Студентът може да разбере основните идеи в ясен текст за запознати теми. Той е в състояние да се справи с всякакви ситуации, с които е вероятно да се срещне, докато се разхожда в регион, където се говори езикът. Той може да състави прост текст, който се отнася до познати теми или интереси. Той е в състояние да опише опит, събития, мечти, надежди и стремежи и накратко да обясни мнения и планове.                               |
| B2   | Студентът е в състояние да разбере основните идеи в сложни текстове за конкретни и абстрактни теми, както и технически дискусии в неговата област на компетентност. Тя може да комуникира свободно и спонтанно достатъчно за естествен и доста спокоен разговор с говорещите езици. Студентът може да се изразява ясно и подробно по различни теми и да изразява мнение, като отбелязва предимствата и недостатъците на различните решения. |
| C1   | Студентът може да разбере дълги и взискателни текстове, както и да идентифицира намеци и скрити значения. Той може да се изразява свободно и спонтанно, така че той рядко се „забива“, ако изобщо се случи. Тя/той може да използва езика гъвкаво и ефективно за социални, академични и професионални цели. Тя/той може да създаде ярък, добре структуриран текст върху сложни теми, използвайки структури и взаимоотношения.               |
| C2   | Студентът е в състояние лесно да разбере почти всеки текст, прочетен или чут. Той е в състояние да обобщи информацията, събрана от различни източници, като същевременно преформулира аргументи и описания на последователен и текущ текст. Той може да се изразява свободно, плавно и точно, като разграничава и използва нюанси на смисъл.                                                                                                |